# Alice Renavand
Alice Renavand (Saint-Cloud, 19 luglio 1980) è un'ex ballerina francese, danseuse étoile del balletto dell'Opéra di Parigi dal 2013 al 2023.

## Biografia
Alice Renavand è nata a Parigi, figlia di madre vietnamita e padre francese. Nel 1990 è stata ammessa alla scuola di danza dell'Opéra di Parigi e nel 1997 è stata scrittura del corps de ballet del balletto dell'Opéra di Parigi. Nel 2004 è stata promossa a coryphée, nel 2005 a solista, nel 2012 a ballerina principale e nel 2013 a danseuse étoile.
Acclamata interprete del repertorio moderno e, in particolare, dell'opera di Angelin Preljocaj, Renavand ha danzato inoltre in molti dei maggiori ruoli femminili all'interno della compagnia, tra cui la fanciulla ne La sagra della primavera di Pina Bausch e di Maurice Béjart, Effie ne La Sylphide di Lacotte, l'amante di Lescaut ne L'Histoire de Manon di Kenneth MacMillan e Kirtri nel Don Chisciotte di Rudol'f Nureev. Ha inoltre danzato nelle prime parigine di opere di Béjart, John Neumeier, Wayne McGregor e Sidi Larbi Cherkaoui.
Nel luglio 2022 avrebbe dovuto danzare nel suo addio alle scene in Giselle, apparendo nel ruolo per la prima volta; tuttavia, un infortunio a metà del secondo atto le ha impedito di portare a termine la rappresentazione. Dopo essersi ripresa, ha dato il suo addio all'Opéra di Parigi nel maggio 2023, danzando nel Boléro di Maurice Béjart.